# Gołąbek białożółtawy
Gołąbek białożółtawy (Russula pseudodelica J.E. Lange) – gatunek grzybów należący do rodziny gołąbkowatych (Russulaceae).

## Systematyka i nazewnictwo
Pozycja w klasyfikacji według Index Fungorum: Russula, Russulaceae, Russulales, Incertae sedis, Agaricomycetes, Agaricomycotina, Basidiomycota, Fungi.
Po raz pierwszy opisał go w 1926 roku Jakob Emanuel Lange. Synonim: Russula pseudodelica var. flavispora J. Blum 1962. Alina Skirgiełło w 1991 r. nadała mu polską nazwę gołąbek fałszywy, Władysław Wojewoda w 2003 r. zmienił ja na gołąbek białożółtawy.

## Morfologia
Kapelusz
Średnica 10–11 cm, głęboko wklęsły i szybko lejkowaty. Powierzchnia naga, biaława z brudnożółtawym odcieniem w środku, za młodu nieco śluzowata.
Blaszki
Wyraźnie przyrośnięte, nieco zbiegające na trzon, z tyłu lekko zaokrąglone, początkowo białawe, potem szybko ochrowokremowe.
Trzon
Wysokość 4–5 cm, jędrny, biały.
Miąższ
Biały, tylko u nasady trzonu lekko brudnoszary. Ma ostry smak, ale niezbyt silnie. W fenolu barwi się na brązowopurpurowo, w FeSO4 na jasno różowopomarańczowo.
Wysyp zarodników
Bladoochrowy lub kremowy.
Cechy mikroskopowe
Zarodniki 8–9,25 × 6,2–6,7 µm, odwrotnie jajowate, dołkowane, kolczaste lub brodawkowate, z półkulistymi brodawkami, niektóre stożkowate, osiągające 1,25 × 0,87 µm, dość liczne, niecałkowicie amyloidalne. Wyrostek wnęki 1,37–1,5 µm, łysinka bardzo słabo amyloidalna. Podstawki o średnicy około 7–8 µm. Liczne cystydy o szerokości 7–9 µm, bardzo długie, wrzecionowate, często u góry zwężające się w szyjkę. Egzosporium pokrywa szczyt wyrostka wnęki. Skórka bardzo cienka, zbudowana ze strzępek o szerokości 1–3 µm.

## Występowanie i siedlisko
Podano stanowiska w Ameryce Północnej, Europie i Azji. W Polsce do 2003 r. podano jedno stanowisko, w późniejszych latach podano następne.
Naziemny grzyb mykoryzowy występujący w lasach iglastych i mieszanych.